# Télo (mythologie)
Télo est un dieu celtique, l'esprit éponyme de Toulon dans le Var. Il était la divinité de la source sacrée autour duquel l'ancienne colonie fut créée. 
Une série de dédicaces à Télo proviennent de Périgueux. Sur trois d'entre elles, Télo est invoqué avec une autre divinité, la déesse Stanna: Deo Telo et deae Stannae, solo A(uli) Pomp(eii) Antiqui